# LightWave 3D
LightWave 3D är ett datorprogram för 3D-modellering, rendering och animering. Programmet, utvecklat av NewTek, skapades ursprungligen för Amiga men finns idag till plattformarna Microsoft Windows, Mac OS och GNU/Linux. Den senaste versionen är 2018.
Programmet har blivit populärt bland professionella användare inom film, tv och datorspel för dess kraftfulla verktyg, men även hos hobbyister för sitt användarvänliga gränssnitt och lägre pris än konkurrenterna. LightWave 3D har bland annat använts i storfilmer som Avatar, Iron Man och Pirates of the Caribbean. Programmet användes även i Steven Spielbergs revolutionerande mästerverk, Jurassic Park, då 3D inte tidigare hade varit en självklarhet för samma typ av effekter.